# Cicatriz
Cicatriz és un grup musical de Gasteiz (Euskal Herria), primerament anomenat Cicatriz en la matriz, escurçant més tard el seu nom a Cicatriz, sorgit en l'època del rock radical basc, anys 80, encapçalat per Natxo Etxebarrieta. La seva discografia comprèn 4 discos d'estudi i un últim en directe. Quatre integrants del grup han mort de sida o sobredosi.

## Història

### Primers anys
La banda es va formar el 1983, en un centre de desintoxicació de Las Nieves, a Gasteiz, com a teràpia de grup. Anomenaren el grup "Cicatriz en la Matriz", en el qual cantava Natxo Etxebarrieta i la seua nòvia, Marieli Arroniz Poti, junt amb Pescadilla (guitarra), Emilio (que va ser substituït després per Manolo -baix-) y Toñin (bateria). Després del primer concert, entraren dos membres que esdevingueren importants; Pedro Landatxe, a la bateria, i José Arteaga (alias Pepín, o Pepino), a la guitarra, procedents del grup Los Freaks, en què també en va formar part Juanjo Eguizabal com a cantant, autor de diverses lletres de Cicatriz i creador de l'art d'Inadaptados. Convé destacar que, aquest grup tocava en els seus concerts «Botes de humo» i «Aprieta el gatillo» que, posteriorment, passarien a ser de Cicatriz (la música d'aquestes cançons la va compondre Landatxe, i les lletres Eguizabal). Aquesta formació (Natxo, Poti, Pedro, Manolo i Pepín), va enregistrar una maqueta, que es va perdre en les inundacions de Bilbao de 1983, i una altra a Pamplona, en 1984, amb temes que, més tard, recuperarien en els seus àlbums oficiales, com ara «Botes de humo», «Cuidado burócratas» o «Aprieta el gatillo». Durant el mateix any, Poti va abandonar el grup, després de deixar la seua relació sentimental amb Natxo.
En 1985, ja amb el nom de "Cicatriz" i amb José Luis Pakito Rodrigo al baix, gravaren la seua primera referència oficial, l'anomenat «Disco de los cuatro» (Soñua), amb Kortatu, Jotakie y Kontuz-Hi!. Cicatriz contribuïren amb tres cançons: «Escupe», «Cuidado burócratas» i «Enemigo público» (coneguda també com «Aprieta el gatillo»). Cicatriz esdevingueren molt coneguts al País Basc, gràcies a la seua actitud de provocació constant i als seus enèrgics directes.

## Discografia
- Cicatriz en la matriz - Maqueta (1983)[3]
- Inadaptados (1985)
- 4 años, 2 meses i 1 día (1991)
- Colgado por tí (1992)
- En directo (1994)